# Seaford (Delaware)
Pour les articles homonymes, voir Seaford (homonymie).
Seaford est une ville du comté de Sussex, dans l’État du Delaware, aux États-Unis. Sa population s’élevait à 6 928 habitants lors du recensement de 2010, estimée à 7 736 habitants en 2016.

## Histoire
La localité a été nommée d’après la ville anglaise de Seaford, dans le comté du Sussex de l'Est.

## Démographie
| 1860 | 1870  | 1880  | 1890  | 1900  | 1910  |
| ---- | ----- | ----- | ----- | ----- | ----- |
| 624  | 1 304 | 1 542 | 1 462 | 1 724 | 2 108 |

| 1920  | 1930  | 1940  | 1950  | 1960  | 1970  |
| ----- | ----- | ----- | ----- | ----- | ----- |
| 2 141 | 2 468 | 2 804 | 3 087 | 4 430 | 5 537 |

| 1980  | 1990  | 2000  | 2010  | - | - |
| ----- | ----- | ----- | ----- | - | - |
| 5 256 | 5 689 | 6 699 | 6 928 | - | - |

## Source
- (en) Cet article est partiellement ou en totalité issu de l’article de Wikipédia en anglais intitulé « Seaford, Delaware » (voir la liste des auteurs).